# RAF Marham
La Royal Air Force Marham, ou plus simplement la RAF Marham, est une base de la Royal Air Force située près du village de Marham, dans le comté anglais de Norfolk.
Elle abrite la No. 138 Expeditionary Air Wing (en) (138 EAW) et, en tant que telle, constitue l'une des "principales bases d'opérations" de la RAF. La No. 138 EAW se compose principalement de deux escadrons d'avions d'attaque au sol polyvalents Panavia Tornado GR4/GR4A.
L'insigne de la base représente un taureau bleu éclatant; la devise de la station est tout simplement Deter.
En 2008, la RAF Marham a officiellement obtenu les clés de la ville de Norwich et, à ce titre, elle est autorisée à défiler dans les rues de Norwich avec des «baïonnettes fixes»; cela se fait généralement à l'occasion, par exemple, du défilé annuel de la bataille d'Angleterre, tenu le 12 septembre de chaque année. La RAF Marham a "repris" la clés de la ville de Norwich après la fermeture officielle en 2006 de leur ancien titulaire, la RAF Coltishall (en).

## Historique

### Débuts
Ouverte en août 1916 à proximité de l'ancienne Royal Naval Air Station de Narborough, qui deviendra plus tard la RAF Narborough (en), la base de Marham était à l'origine un lieu de débarquement militaire sur un site de 32 hectares situé dans les limites de l'actuelle RAF Marham. En 1916, l'aérodrome a été transféré au Royal Flying Corps (RFC). L'aérodrome a été fermé en 1919 lorsque les dernières unités ont quitté les lieux.

### Réactivation

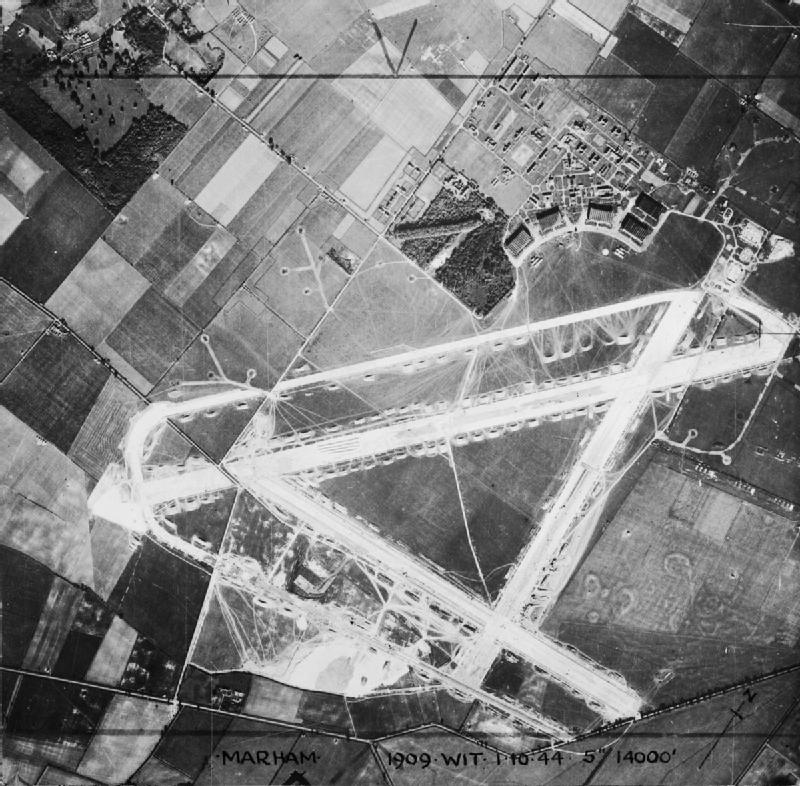
Les nouvelles pistes en béton vues en 1944

En 1935, les travaux d'un nouvel aérodrome, qui est entré en service le 1er avril 1937, ont débuté, avec une unité de bombardiers lourds résidente appartenant au 3 Group (en), du RAF Bomber Command. Le premier escadron, le No. 38 (en), est arrivé en mai 1937 avec des bombardiers Fairey Hendon. En juin, le No. 115 Squadron RAF (en), fut reformé à Marham avec des Handley Page Harrow. Le 38 Squadron reçoit des bombardiers de Wellington I en décembre 1938, suivis en 1939 par le 115 Squadron. Les Wellington partent en 1941 et des Mosquitos arrivent du No. 105 Squadron (en). Marham est devenu une partie de la force Pathfinder, ses aviateurs ont également testé et validé le système d'aide au bombardement de précision Oboe.
En mars 1944, la RAF Marham ferma ses portes pour la construction de nouvelles pistes en béton et de zones de dispersion, ce qui marqua la fin de ses opérations en temps de guerre. Les trois nouvelles pistes étaient du type triangulaire habituel du temps de guerre, mais Marham était l’un des deux sites construits pour être un aérodrome pour bombardiers lourds (l’autre étant la RAF Sculthorpe (en)), avec des pistes 50% plus longues qu’un tracé standard en temps de guerre, et d'une largeur de 25% supérieur.

### Après-guerre
Dans la période d'après-guerre, l'aérodrome abrita des unités de la RAF équipées de Boeing B-29 Washington et, plus tard, les V bombers et les ravitailleurs Vickers Valiant et Handley Page Victor. La base est également l’une des rares stations suffisamment grandes pour accueillir les Boeing B-52 de l’armée de l’air américaine, un certain nombre de ces aéronefs sont venus sur la base dans le cadre d'exercices dans les années 1970 et 1980.
En 1980-1982, 24 abris renforcés pour aéronefs ont été construits pour accueillir les futurs avions d’attaque Panavia Tornado en 1982. Ces abris étaient équipés du Weapons Storage and Security System (en) (WS3) américain, chacun pouvant stocker 4 bombes nucléaires WE.177 (en).
La No. 138 Expeditionary Air Wing (138 EAW) a été créée sur la RAF Marham le 1er avril 2006; englobant la plupart du personnel des unités non formées de la station. L'EAW n'inclut pas les unités navigantes de la station.
Le commandant de base actuel possède une double casquette; étant commandant de l'EAW et de la base.
La base est proche du domaine royal de Sandringham, la reine Elizabeth II est l'Air commodore honoraire de Marham, et a fait un certain nombre de visites sur la base, le plus récemment le 1er février 2016.
Dans le cadre de la réduction de la flotte des Tornado GR4 de la RAF, le No. 12 Squadron fut dissous le 14 février 2018. Le personnel de l'escadron a été réaffecté les 'autres escadrons Tornado de Marham, le No. 9 Squadron (en) et le No. 31 Squadron (en).

## Rôle et opérations
Les opérations à Marham sont coordonnées par l'Operations Wing (Ops Wg), la Base Support Wing (BSW), le Depth Support Wing (DSW) et le Forward Support Wing (FSW). Les éléments déployables de la base constituent le noyau de la No. 138 Expeditionary Air Wing (en).
Le GR4A est la variante de reconnaissance du Panavia Tornado, mais les équipements de reconnaissance modernes utilisés sur le Tornado sont interchangeables entre les variantes GR4 et GR4A. Chaque escadron utilise donc une combinaison des deux variantes. L'énoncé de mission du No. 93 (Expeditionary Armament) Squadron est le suivant : "Créer et développer des capacités spécialisées en armement projetable pour soutenir la politique de défense du Royaume-Uni". Il emploie environ 130 personnes et constitue une sous-unité de la No.42 (Expeditionary Support) Wing.

## Unités actuelles

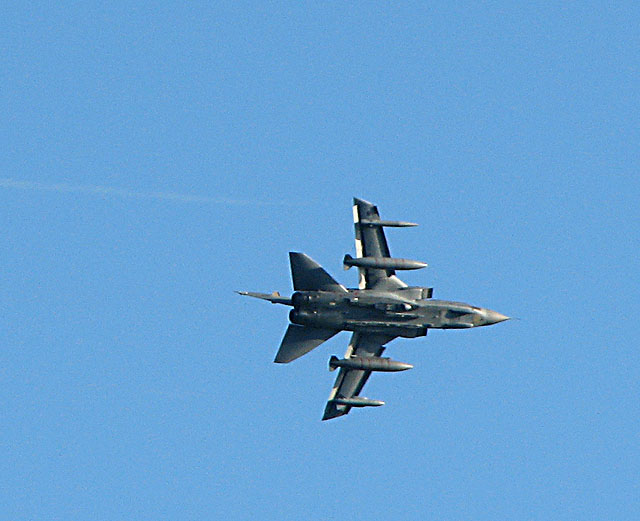
Tornado GR4 en vol au-dessus de la RAF Marham

Les principales unités navigantes et non navigantes basées sur la RAF Marham sont, :

### Royal Air Force
No. 1 Group (Air Combat) RAF
- Tornado GR Force
  - Tornado GR Force Headquarters
  - No. 9 Squadron (en) – Tornado GR4/GR4A
  - No. 31 Squadron (en) – Tornado GR4/GR4A
- Lightning Force
  - Lightning Force Headquarters
  - No. 617 Squadron – F-35B Lightning II
- Tactical Imagery-Intelligence Wing (en)

No. 2 Group (Air Combat Support) RAF
- No. 3 RAF Force Protection Wing
  - No. 3 RAF Force Protection Wing Headquarters
  - No. 2620 (County of Norfolk) Squadron (Royal Auxiliary Air Force) Regiment (en)
  - No. 6 RAF Police Squadron

Autres unités
- Tornado Technical Services (une unité conjointes entre la Royal Air Force et BAE Systems).

### British Army
Royal Engineers (8 Engineer Brigade (en), 12 (Force Support) Engineer Group)
- 20 Works Group Royal Engineers
  - 534 Specialist Team Royal Engineers[8]

### Civil
- RAF Marham Aero Club - Cessna 150

## Futur

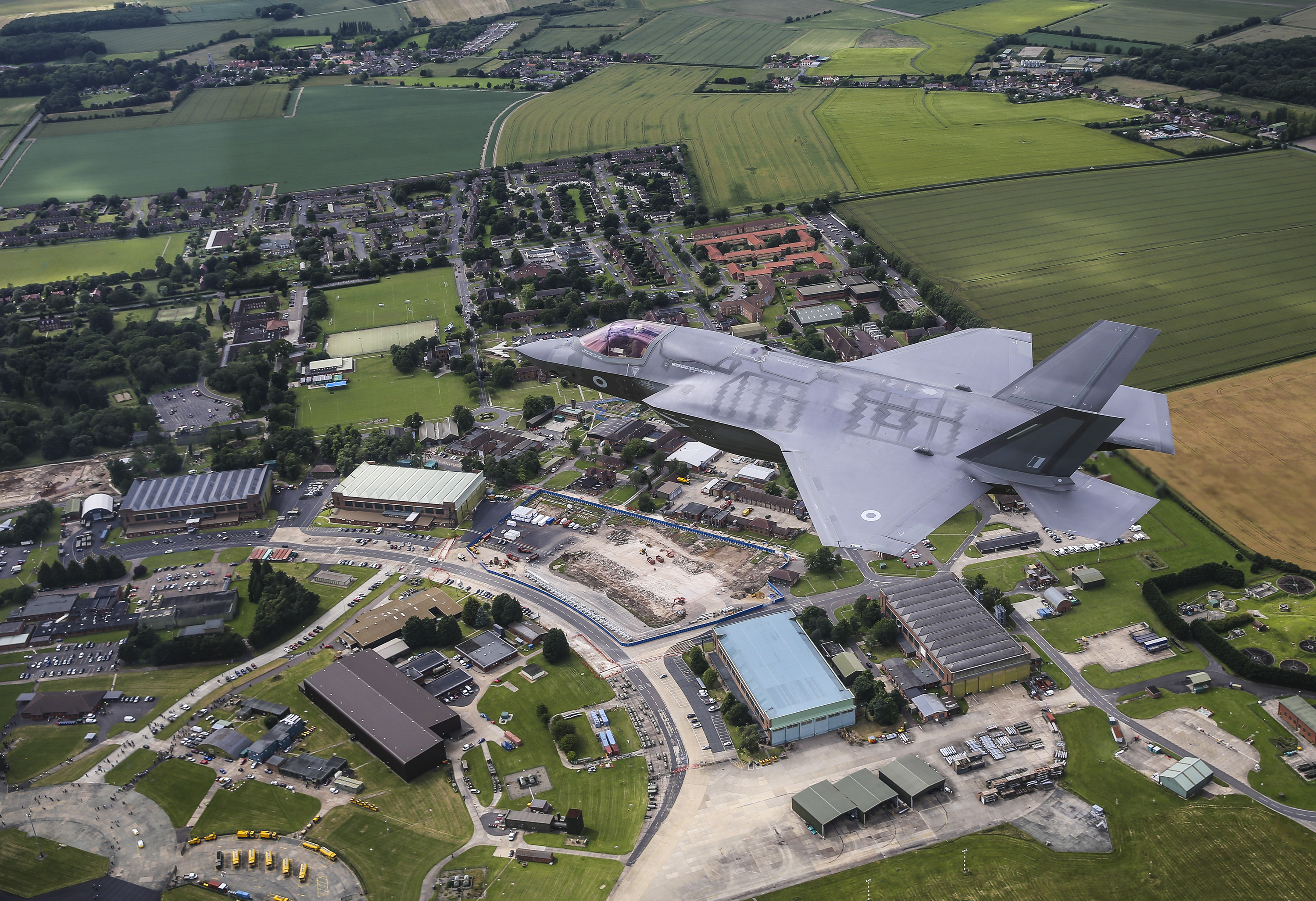
Un F-35B Lightning II de la RAF sur la RAF Marham en juillet 2016

### F-35B Lightning II
Le ministère de la Défense a annoncé en mars 2013 que la flotte britannique d'avions Lockheed Martin F-35B Lightning II, qui seront exploités conjointement par la RAF et le Fleet Air Arm de la Royal Navy, serait basée sur la RAF Marham. Le Lightning est un avion polyvalent de cinquième génération destiné au décollage court et à l'atterrissage vertical (STOVL), conçu pour fonctionner à partir des porte-avions de la classe Queen Elizabeth de la Royal Navy.
Les premiers appareils sont arrivés à Marham le 6 juin 2018, quatre F-35B du No. 617 Squadron RAF, appuyés par trois Voyagers et un Atlas, ont effectué un vol de huit heures au-dessus de l’Atlantique à partir de l’aérodrome de Marine Corps Air Station Beaufort en Caroline du Sud. Le 5 juillet 2017, la RAF a annoncé que le No. 207 Squadron (en) serait l'unité de transformation opérationnelle du Lightning II. L'escadron devrait être opérationnel le 1er juillet 2019. En 2023, le deuxième escadron de première ligne, le 809 Naval Air Squadron (en), se formera également sur la base. Au moins deux autres escadrons opérationnels devraient être mis en place, un pour chaque corps d'armée, tous basés à Marham.

### Projet Anvil
Le Projet Anvil est un programme d’investissement de 250 millions de livres sterling destiné à fournir à Marham une infrastructure nouvelle et améliorée pour les opérations du Lightning II.
Des contrats pour des travaux habilitants, d'une valeur de 25 millions de livres sterling, conclus par Balfour Beatty et Henry Brothers ont été signés en avril 2016. Les travaux ont débuté en mai 2016. Ces travaux comprenaient la démolition du hangar no 3 situé du côté nord de l'aérodrome. Le hangar datait des années 1930 et avait été utilisé pour la dernière fois pour la maintenance du Tornado. A sa place se trouvera la nouvelle installation d'entretien et du Lightning. D'autres travaux habilitants ont consisté à démolir les bureaux de l'escadron sur le site sud-ouest, à moderniser l'alimentation électrique haute tension de Marham et à installer de nouveaux services publics.
À la fin de 2016, Wates Construction Ltd a remporté un contrat de 27 millions de livres sterling pour la construction d'un nouveau bâtiment d'escadron pour le No. 617 Squadron, sur la zone sud-ouest de la base. La construction a commencé en mars 2017 et devrait être achevée en avril 2018.

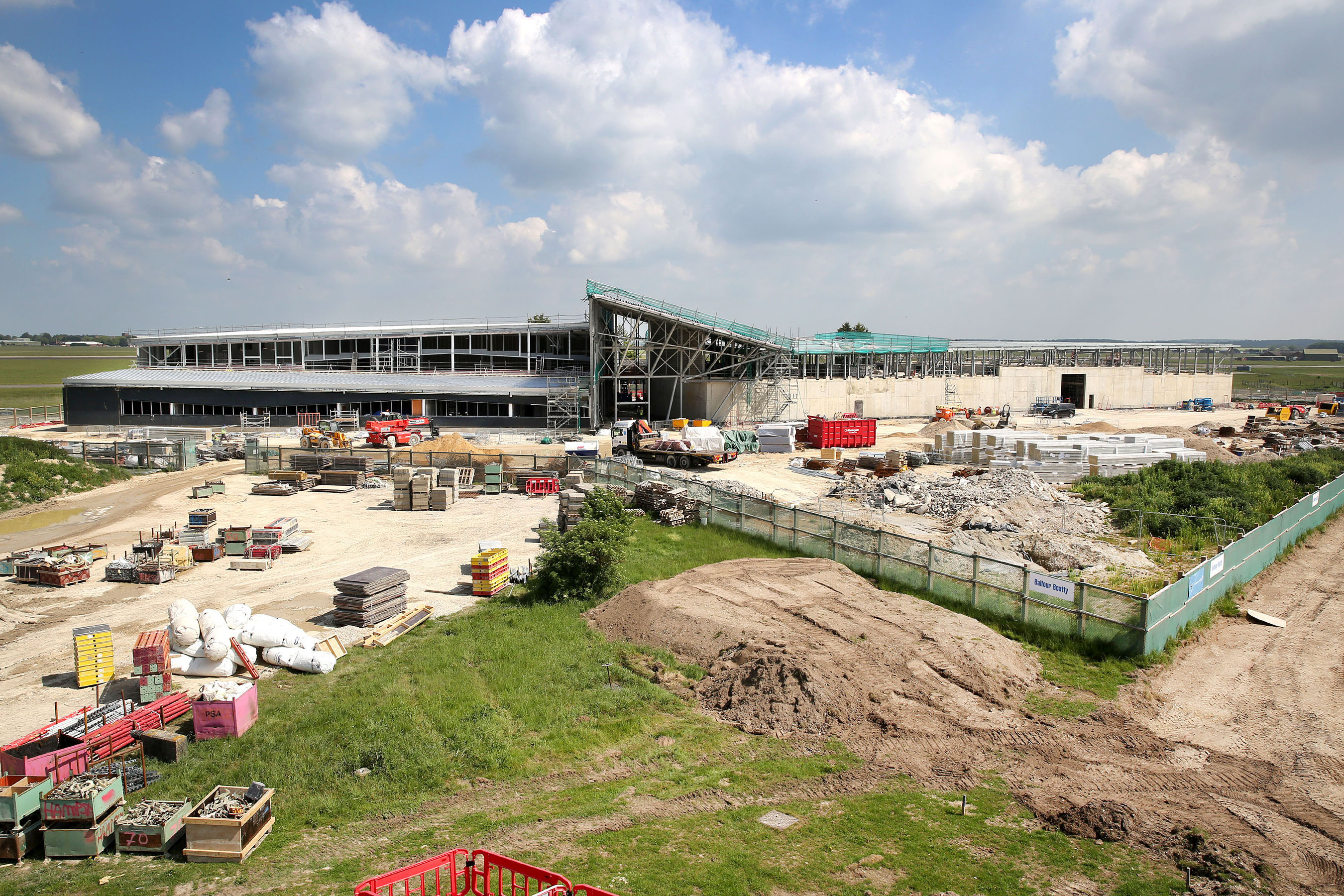
Le Lightning Integrated Training Centre en construction, en 2017.

Le Lightning National Operating Centre (NOC) a été construit du côté nord-ouest de l'aérodrome, près du parcours de golf de la station. Le NOC accueillera environ 125 personnes qui formeront le quartier général de la Lightning Force, et le centre des opérations logistiques. Le NOC a été inauguré le 2 février 2018 par la reine Elizabeth II..
En avril 2016, Balfour Beatty a remporté un contrat d'un montant de 82,5 millions de livres sterling pour la construction d'un hub de maintenance européen commun Lockheed Martin/BAE Systems. Le hub comprendra un centre de formation intégré (ITC); le centre des opérations logistiques et une installation de maintenance et de finition (M&F) sur trois sites distincts à Marham. L'ITC sera situé côté sud de l'aérodrome. Il dispensera une formation au personnel de maintenance et hébergera les simulateurs Lightning Full.
Les contrats de construction finaux, d'une valeur de 135 M £, ont été attribués à Galliford Try et Lagan Construction en juin 2017. Les travaux comprennent la construction d'un nouveau hangar pour remplacer le hangar no 1, la reconstruction des pistes de Marham, l'installation de pistes d'atterrissage verticales, de nouvelles voies de circulation et la rénovation de 90% des voies de circulation et des aires d'exploitation existantes. Les deux pistes ont été reconstruites au cours d'une période de trois semaines (du 8 au 28 septembre 2017). Toutes les activités en vol ont cessé pour permettre la pose de plus de 18 000 tonnes de nouvel asphalte,. Les travaux de resurfaçage ont été achevés en juin 2018.
Le projet Anvil comprend également la construction de plates-formes de maintenance et la remise à neuf d’abris avions (HAS) renforcés. Les installations de l'OCU doivent se situer entre le site HAS du No. 617 Squadron et le centre d'instruction intégré.

## Unités soutenues
RAF Marham gère également les emprises suivantes :
- RAF Holbeach (en) Champ de tir air-sol
- RRH Neatishead

## Anciens escadrons

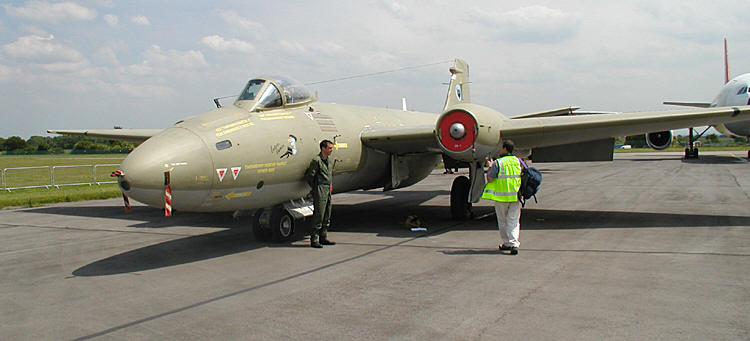
Un Canberra PR9 du 39(1PRU) Squadron RAF

| Escadron                  | Présence            | Appareils                                                  |
| ------------------------- | ------------------- | ---------------------------------------------------------- |
| No. 12 Squadron RAF       | 1993–1994 2015–2018 | Panavia Tornado                                            |
| No. 13 Squadron RAF (en)  | 1994–2011           | Panavia Tornado                                            |
| No. 15 Squadron RAF       | 1950–1951           | Avro Lincoln                                               |
| No. 27 Squadron RAF (en)  | 1983–1993           | Panavia Tornado                                            |
| No. 35 Squadron RAF (en)  | 1951–1956           | Boeing Washington, English Electric Canberra               |
| No. 38 Squadron RAF (en)  | 1937–1940           | Fairey Hendon, Vickers Wellington                          |
| No. 39 Squadron RAF (en)  | 1993–2006           | English Electric Canberra.                                 |
| No. 44 Squadron RAF (en)  | 1946–1951           | Avro Lincoln, Boeing Washington                            |
| No. 49 Squadron RAF (en)  | 1961–1965           | Vickers Valiant                                            |
| No. 51 Squadron RAF (en)  | 1917–1919           | RAF F.E.2b                                                 |
| No. 55 Squadron RAF (en)  | 1966–1993           | Handley Page Victor                                        |
| No. 57 Squadron RAF (en)  | 1951-1951           | Avro Lincoln, Boeing Washington                            |
| No. 57 Squadron RAF (en)  | 1966–1986           | Handley Page Victor                                        |
| No. 90 Squadron RAF       | 1950–1956           | Avro Lincoln, Boeing Washington, English Electric Canberra |
| No. 100 Squadron RAF      | 1976–1982           | English Electric Canberra                                  |
| No. 105 Squadron RAF (en) | 1942–1944           | de Havilland Mosquito                                      |
| No. 109 Squadron RAF (en) | 1943–1944           | de Havilland Mosquito                                      |
| No. 115 Squadron RAF (en) | 1937–1941           | Fairey Hendon, Handley Page Harrow, Vickers Wellington     |
| No. 115 Squadron RAF (en) | 1950–1957           | Avro Lincoln, Boeing Washington, English Electric Canberra |
| No. 139 Squadron RAF (en) | 1942–1943           | De Havilland Mosquito                                      |
| No. 148 Squadron RAF (en) | 1956–1965           | Vickers Valiant                                            |
| No. 149 Squadron RAF (en) | 1950-1950           | Avro Lincoln                                               |
| No. 207 Squadron RAF (en) | 1951–1956           | Boeing Washington, English Electric Canberra               |
| No. 207 Squadron RAF (en) | 1956–1965           | Vickers Valiant                                            |
| No. 214 Squadron RAF (en) | 1956–1965           | Vickers Valiant                                            |
| No. 214 Squadron RAF (en) | 1966–1977           | Handley Page Victor                                        |
| No. 218 Squadron RAF (en) | 1940–1942           | Vickers Wellington, Short Stirling                         |
| No. 242 Squadron RAF      | 1959–1964           | Bristol Bloodhound surface-to-air missile                  |
| No. 617 Squadron RAF      | 1983–1994           | Panavia Tornado GR1                                        |
| No. 231 OCU (en)          |                     |                                                            |
| No. 232 OCU (en)          |                     | Handley Page Victor K2                                     |